# 飛狼 (品牌)

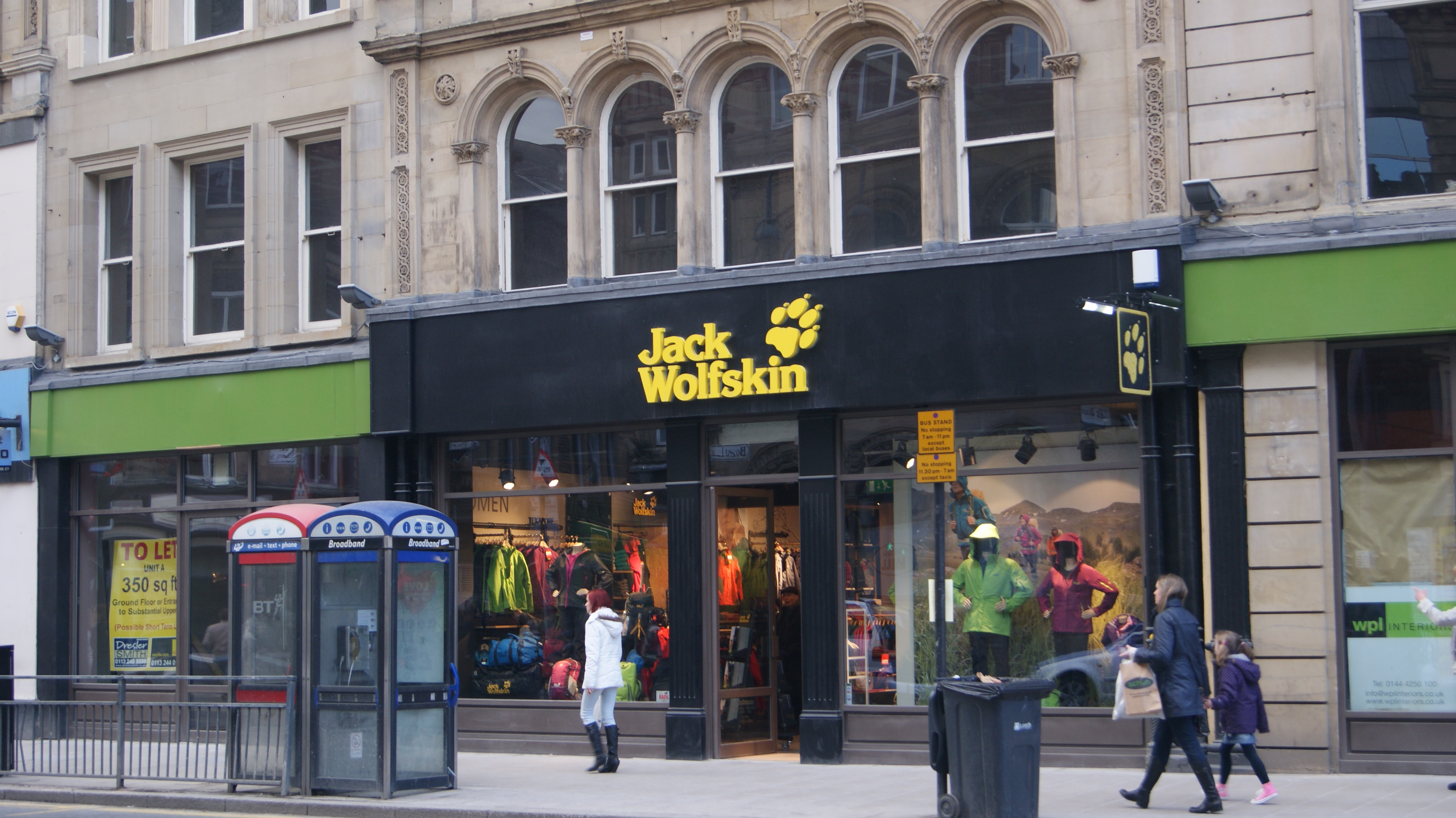
在德国的狼爪商店

飛狼（英語：Jack Wolfskin）是德國戶外用品品牌和設備提供商。總部位於伊德施泰因。該品牌始創於1981年。他们的产品主要有山地以及休闲服装、鞋类、帆布背包、睡袋和帐篷。該品牌曾經是Sine公司的一部分。

## 公司沿革
2011年，黑石集团（Blackstone）出资7亿欧元收购了狼爪。由于海外扩张计划失败，黑石将狼爪转让给了几家对冲基金。2019年，又被这些对冲基金以4.18亿欧元出售给了卡拉威高尔夫公司。2025年4月，卡拉威表示为专注核心业务，将出售狼爪。而安踏體育则決定收購飛狼。